# Grumo Appula
Grumo Appula ist eine süditalienische Gemeinde (comune) in der Metropolitanstadt Bari in Apulien. Die Gemeinde führt seit 2005 den Titel città (Stadt), seit 2011 Città Garibaldina.

## Geografische Lage

Lage in der Metropolitanstadt Bari

Die Gemeinde liegt etwa 18 Kilometer südwestlich von Bari und etwa 40 Kilometer nordwestlich von Matera. Sie hat 12.078 Einwohner (Stand 31. Dezember 2023).

## Verkehr
Westlich des Ortes verläuft die Strada Statale 96 von Bari nach Altamura.
Der Ort besitzt einen Haltepunkt an der Bahnstrecke Bari–Taranto, die von den Ferrovie dello Stato Italiane (FS) betrieben wird, und einen Bahnhof an der schmalspurigen Bahnstrecke Bari–Matera (950 mm) der Ferrovie Appulo–Lucane.

## Persönlichkeiten
- Francesco Colasuonno (1925–2003), Kardinal
- Sergio Rubini (* 1959), Schauspieler und Regisseur
- Nicola Ventola (* 1978), Fußballspieler (Stürmer)
- Marco Bianchi (* 1990), Fußballspieler
- Massimo Stano (* 1992), Leichtathlet (Geher)